# Dichopygina
Dichopygina is een muggengeslacht uit de familie van de rouwmuggen (Sciaridae).

## Soorten
- D. aculeata Vilkamaa, Hippa & Komarova, 2004
- D. bernhardi Vilkamaa, Hippa & Komarova, 2004
- D. intermedia (Mohrig & Krivosheina, 1982)
- D. nigrohalteralis (Frey, 1948)
- D. ramosa Vilkamaa, Hippa & Komarova, 2004